# Heterogenea asella
Cloporte
Espèce
Heterogenea asella, le Cloporte, est une espèce de Lépidoptères de la famille des Limacodidae et du genre Heterogenea.

## Répartition
C'est une espèce qui se retrouve dans la majeure partie de l'Europe, de la France jusqu'à la Russie, elle est cependant plus rare dans les pays du sud de l'Europe. En France, cette espèce est surtout présente dans la moitié nord du pays.

## Description
L'imago de cette espèce est de petite taille avec une envergure comprise entre 10 et 20 mm. Ses ailes antérieures sont brun-jaune ochracé tirant parfois vers un brun foncé et ses ailes postérieures grises à franges claires. Le mâle et la femelle sont similaires, bien que cette dernière tend à être légèrement plus grande.
La chenille onisciforme est verte claire avec une large bande dorsale brune qui s'élargit en losange dans sa partie médiane. 

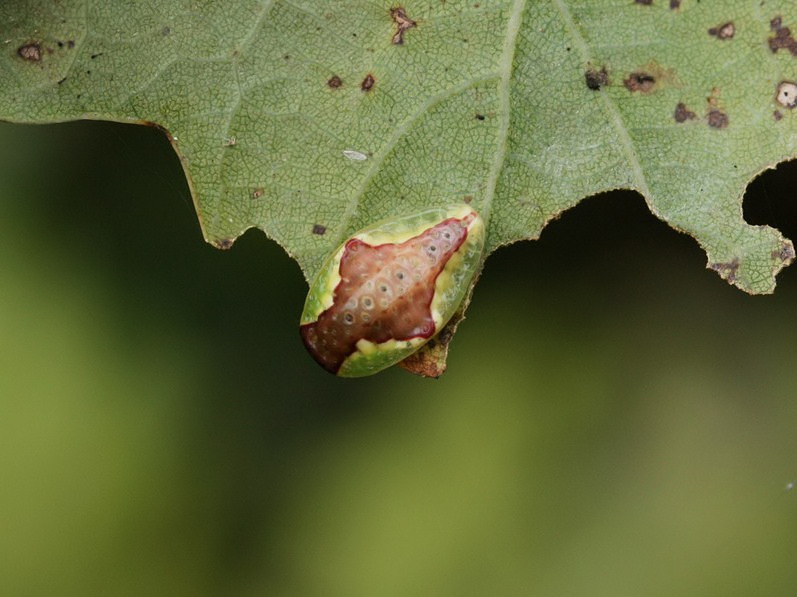
Une chenille d’Heterogenea asella.

## Biologie
Cette espèce se retrouve dans les forêts de feuillus jusqu'à environ 1 500 m d'altitude. La chenille se développe sur différentes essences d’arbres tels que les chênes, les hêtres et les charmes. Les imagos, quant à eux, volent entre le mois de juin et août.

## Liste des sous-espèces
Selon GBIF (10 mai 2025) :
- Heterogenea asella asella (Denis & Schiffermüller, 1775)
- Heterogenea asella brundini Bryk, 1946

## Dénominations
Ce taxon porte en français les noms vernaculaires ou normalisés suivants : Cloporte,.

## Systématique
Le nom valide complet (avec auteur) de ce taxon est Heterogenea asella (Denis & Schiffermüller), 1776.
L'espèce a été initialement classée dans le genre Bombyx sous le protonyme Bombyx asella (Denis & Schiffermüller) , 1776.
Heterogenea asella a pour synonymes :
- Bombyx asella (Denis & Schiffermüller), 1776
- Heterogenea cruciata Knoch, 1783
- Heterogenea nigra Tutt
- Limacodes asellus (Denis & Schiffermüller, 1775)
- Tortrix asellana Hübner, 1803